# Schifferstadt

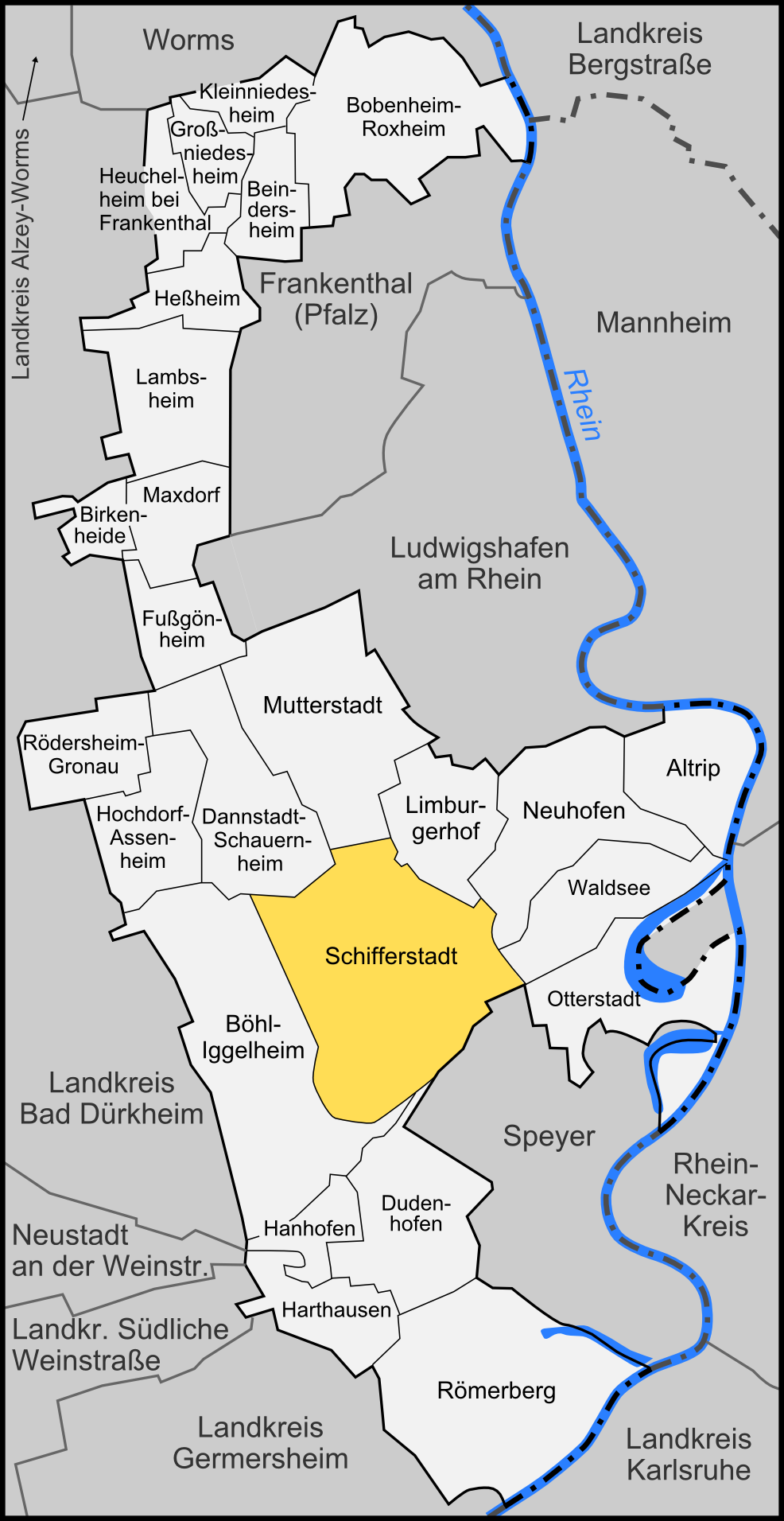

Schifferstadt là một đô thị thuộc thuộc huyện Rhein-Pfalz, bang Rheinland-Pfalz,phía tây nước Đức. Đô thị này có diện tích 28 km², dân số thời điểm ngày 31 tháng 12 năm 2006 là 19587 người.
Đô thị này có khoảng cách khoảng 12 km về phía tây nam Ludwigshafen và 6 km về phía tây bắc Speyer.

## Thành phố kết nghĩa
- Aichach (Đức)
- Frederick (Hoa Kỳ)
- Löbejün (Đức)